# Нефедьев, Иван Васильевич
Ива́н Васи́льевич Нефе́дьев (1835 — 24 июня [6 июля] 1887, Казань) — российский архитектор, гражданский инженер.

## Биография
Из обер-офицерских детей. Первоначальное образование получил в классической гимназии. В 1846 году поступил в Петербургское строительное училище, которое окончил в 1852 году со званием архитекторского помощника и правом на чин XII класса. В том же году определён на службу в таврическую губернскую строительную и дорожную комиссию. В 1854 стал начальником искусственного стола в этой комиссии, а впоследствии — архитектором для производства работ. В 1864 году назначен на должность таврического старшего городского архитектора, а в 1865 году перешёл младшим техником в тверское строительное отделение. В 1870 году возведён в звание инженер-архитектора. В 1872 году назначен тульским губернским инженером. В 1876 году переведён на должность вятского губернского архитектора. В 1884 году определён на должность казанского губернского архитектора. Статский советник.
Имел награды: орден Святого Станислава 3-й степени (1878), орден Святой Анны 3-й степени (1883).
Скончался 24 июня (6 июля) 1887 года в Казани.

## Проекты и постройки

### Киров
- Деревянный театр (1877; не сохранился)[5];
- Летний клуб в Александровском саду (1879; не сохранился)[5];
- Каменный дом Певзнера[5].

### Вятская губерния
- Каменная церковь в селе Вознесенском[5];
- Деревянная церковь в Песковском железноделательном заводе (не сохранилась)[5];

### Другие места
- Головинский вал в Твери (1865).